# Церемония MTV Video Music Awards 2012
MTV Video Music Awards 2012 — 29-я церемония вручения музыкальных наград, которая прошла 6 сентября 2012 года в Лос-Анджелесе, в Стейплс центре. Лидером по количеству номинаций стали Рианна и Дрейк — 5 номинаций, по четыре номинации получили Beyoncé и Кэти Перри.
Группа One Direction стали победителями вечера по количеству выигранных наград. Бойз-бенд завоевал три статуэтки в том числе Лучшее видео дебютантов. M.I.A и Крис Браун получили по две награды. Rihanna получила награду Лучшее Видео Года за клип We Found Love.
Церемония 2012 года имела низкие рейтинги просмотров, обогнав лишь церемонии 1994 , 1996 и 2006 годов. Способствовал этом результату выбранный день для церемонии (четверг, а не традиционно воскресенье). Также трансляцию передвинули на час раньше(восемь часов вечера), дабы избежать конкуренции с объявлением президента Америки Барака Обамы. Также восемь часов вечера было слишком «ранним» временем для целевой аудитории MTV.

## Номинации

### Видео года | Video of the Year
- Кэти Перри — «Wide Awake»
- Gotye — «Somebody That I Used To Know»
- Rihanna — «We Found Love»
- Drake(feat. Rihanna) — «Take Care»
- M.I.A. — «Bad Girls»

### Лучший новый артист | Best New Artist
- Fun (feat. Janelle Monae) — «We Are Young»
- Carly Rae Jepsen — «Call Me Maybe»
- Frank Ocean — «Swim Good»
- One Direction — «What Makes You Beautiful»
- The Wanted — «Glad You Came»

### Лучшее хип-хоп-видео | Best Hip-Hop Video
- Childish Gambino — «Heartbeat»
- Drake (feat. Lil Wayne) — «HYFR (Hell Ya Fucking Right)»
- Kanye West (feat. Pusha T, Big Sean & 2 Chainz) — «Mercy»
- Watch the Throne — «Paris»
- Nicki Minaj (feat. 2 Chainz) — «Beez in the Trap»

### Лучшее мужское видео | Best Male Video
- Justin Bieber — «Boyfriend»
- Frank Ocean — «Swim Good»
- Drake (feat. Rihanna) — «Take Care»
- Chris Brown — «Turn Up the Music»
- Usher — «Climax»
- Jonas Brothers -«Lovebag»

### Лучшее женское видео | Best Female Video
- Rihanna — «We Found Love»
- Katy Perry — «Part of Me»
- Beyoncé — «Love on Top»
- Nicki Minaj — «Starships»
- Selena Gomez & The Scene — «Love You Like a Love Song»

### Лучшее поп-видео | Best Pop Video
- One Direction — «What Makes You Beautiful»
- Fun. (feat. Janelle Monae) — «We Are Young»
- Rihanna — «We Found Love»
- Justin Bieber — «Boyfriend»
- Maroon 5 (feat. Wiz Khalifa) — «Payphone»

### Лучшее рок-видео | Best Rock Video
- Coldplay — «Paradise»
- The Black Keys — «Lonely Boy (The Black Keys song)»
- Linkin Park — «Burn It Down»
- Jack White — «Sixteen Saltines»
- Imagine Dragons — «It's Time»

### Лучшее танцевальное-видео
- Duck Sauce — «Big Bad Wolf (песня Duck Sauce)»
- Calvin Harris — «Feel So Close»
- Skrillex — «First of the Year (Equinox)»
- Martin Solveig — «The Night Out»
- Avicii — «Levels»

### Лучшее видео с посланием | Best Video with a Message
- Demi Lovato — «Skyscraper (песня)»
- Rise Against — «Ballad of Hollis Brown»
- Kelly Clarkson — «Dark Side»
- Gym Class Heroes — «The Fighter»
- K'Naan (feat. Nelly Furtado) — «Is Anybody Out There?»
- Lil Wayne — «How to Love»

### Лучшая художественная работа | Best Art Direction in a Video
- Katy Perry — «Wide Awake»
- Drake (feat. Rihanna) — «Take Care»
- Lana Del Rey — «Born to Die»
- Regina Spektor — «All the Rowboats»
- Of Monsters & Men — «Little Talks»

### Лучшая хореография | Best Choreography in a Video
- Chris Brown — «Turn Up the Music»
- Rihanna — «Where Have You Been»
- Beyoncé — «Countdown»
- Avicii — «Levels»
- Jennifer Lopez (feat. Pitbull) — «Dance Again»

### Лучшая операторская работа | Best Cinematography in a Video
- M.I.A. — «Bad Girls»
- Adele — «Someone like You»
- Drake (feat. Rihanna) — «Take Care»
- Coldplay (feat. Rihanna) — «Princess of China»
- Lana Del Rey — «Born to Die»

### Лучшая режиссура | Best Direction in a Video
- M.I.A. — «Bad Girls»
- Duck Sauce — «Big Bad Wolf»
- Coldplay (feat. Rihanna) — «Princess of China»
- Frank Ocean — «Swim Good»
- Watch the Throne — «Otis»

### Лучший монтаж | Best Editing in a Video
- Beyoncé — «Countdown»
- A$AP Rocky — «Goldie»
- Gotye (feat. Kimbra) — «Somebody That I Used to Know»
- Watch the Throne — «Paris»
- Kanye West (feat. Pusha T, Big Sean & 2 Chainz) — «Mercy»

### Лучшие визуальные эффекты | Best Visual Effects
- Katy Perry — «Wide Awake»
- Rihanna — «Where Have You Been»
- David Guetta (feat. Nicki Minaj) — «Turn Me On»
- Linkin Park — «Burn It Down»
- Skrillex — «First of the Year (Equinox)»

## Выступления

### Pre-Show
- Demi Lovato — «Give Your Heart a Break»

### Основное шоу
- Rihanna (featuring ASAP Rocky and Calvin Harris) — «Cockiness (Love It)» (Remix) / «We Found Love»[5]
- Pink — «Get the Party Started» (intro) / «Blow Me (One Last Kiss)»
- Frank Ocean — «Thinkin' Bout You»
- One Direction — «One Thing»
- Lil Wayne and 2 Chainz — «Yuck!» / «No Worries»[6]
- Green Day — «Let Yourself Go»
- Alicia Keys (featuring Nicki Minaj) — «Girl on Fire» (with Gabby Douglas)
- Taylor Swift — «We Are Never Ever Getting Back Together»

### Дом артистов
- Calvin Harris

Source: 

## При участии
Гостям церемонии был показан видеоролик, записанный российской панк-группой «Pussy Riot», трое участниц которой были ранее приговорены к тюремному заключению. Оставшиеся на свободе девушки благодарят музыкантов, выступивших в их поддержку, сжигают портрет Владимира Путина и обещают продолжение протестов по всей стране.